# سيدونودي أبوتا
سيدونودي أبوتا (بالفرنسية: Sedonoude Abouta)‏ ، من مواليد 1 يناير 1981 ، لاعب كرة قدم مالي.
و هو يلعب مع منتخب مالي لكرة القدم.
اللاعب يلعب مع نادي الرائد السعودي حالياً.

## روابط خارجية
- سيدونودي أبوتا على موقع الاتحاد الدولي (مؤرشف)  (الإنجليزية)
- سيدونودي أبوتا على موقع قاعدة بيانات كرة القدم.إي يو (الإنجليزية)
- سيدونودي أبوتا على موقع ناشيونال فوتبول تيمز (الإنجليزية)
- سيدونودي أبوتا على موقع Soccerway.com (الإنجليزية)
- سيدونودي أبوتا على موقع أوليمبيديا (الإنجليزية)